# Ворикшир
Ворикшир (англ. Warwickshire, МФА /ˈwɒrɪkʃər/ або /ˈwɒrɪkʃɪər/, слухатиⓘ) — графство в Англії. Адміністративним центром графства є місто Ворик, найбільшим містом Нанітон. Ворикшир часто називають «серцем Англії».
Ворикшир відомий як місце народження Вільяма Шекспіра. Рідним містом барда був Стратфорд-на-Ейвоні. Це містечко приваблює щороку три мільйони туристів із усього світу.
Другим за величиною містом графства є місто Регбі, від якого походить назва гри регбі.

## Персоналії
- Джайлс Фоден (1967) — англійський письменник.